# Saint-Rome
Saint-Rome é uma comuna francesa na região administrativa de Occitânia, no departamento de Alta Garona. Estende-se por uma área de 3,63 km². Em 2010 a comuna tinha 58 habitantes (densidade: 16 hab./km²).